# Борисфен (студія)
Борисфе́н — анімаційна студія.

## Історія
Заснована у 1990 році. 
З 1994 до 2003 року — перебувала у складі українсько-французького підприємства «Борисфен—Лютес», яке на сучасному обладнанні виробляло до 130 хвилин анімаційної продукції щомісяця. 
На замовлення європейських країн та США студія створила кілька телепрограм, ігрових, рекламних, освітніх картин, а також мультфільмів, зокрема «Бридке каченя» (1996), «Кози пана Сегена», «Нещастя Софі», «Віслюкова шкіра» (усі — 1997), «Руде лисеня», «Зоологічна вуличка» (обидва — 2000).
При студії організовано курси підготовки художників-аніматорів. 
Фільми студії демонстрували на екранах майже ста країн світу, деякі з них представляли колектив на міжнародних кінофестивалях, наприклад фільм О. Бубнова «Остання дружина Синьої Бороди» (1996) здобув гран-прі на Міжнародному кінофестивалі у Монреалі (1997). Дипломами міжнародних анімаційних конкурсів відзначено стрічки «Клініка» того ж автора; «9 1/2 хвилини» С. Кушнерова, «Ets» («Етсетера») О. Коваленка (усі — 1993).
Кіно- та мистецтвознавець Шупик О. Б в статті про студію для ЕСУ зазначає, що «високий рівень анімаційної майстерності забезпечив комерційний успіх картинам студії».

## Працівники
- В. Гончаров
- О. Вікен
- Є. Пружанський
- Е. Кирич
- Г. Уманський
- О. Кузнецова (нар. 1979, Новомосковськ, РФРСР, СРСР) — українська художниця, ілюстраторка дитячих книжок, мультиплікатор (з 1998 працювала на студії)[2].
- Б. Волков
- І. Смирнова та ін.[1]